# 闊出
闊出（13世纪1206年后—1236年），蒙古帝国大汗窝阔台（元太宗）的第三子。
出生年份没有记载。阔出是贵由大汗和阔端的弟弟，被称为阔出太子，窝阔台有意立阔出为继承人，但他在1236年2月南征南宋时去世。窝阔台遂指定阔出之子失烈门为继承人。《史集》中阔出有三子失烈门、孛罗赤、苏沙，《元史》认为孛罗赤是失烈门的儿子。后来失烈门未能继位，并因钦淑皇后（海迷失后）的巫蛊事发受到牵连而被赐死。
阔出有女安秃公主，年长于失烈门。

## 延伸阅读
[在维基数据编辑]
 《新元史/卷111》，出自柯劭忞《新元史》